# Francesco Crasso
Francesco Crasso (Milão, 1500 - Roma, 29 de agosto de 1566), foi um cardeal do século XVII.

## Biografia
Nasceu em Milão em 1500. Filho de Pietrantonio Crasso e Laura Balsami. Seu sobrenome também está listado como Grasso; e como Grassi. Nobre milanês do signori de Zibido al Lambro.
Obteve o doutorado em utroque iure , tanto em direito canônico quanto em direito civil, em Milão.
Senador de Milão, 28 de dezembro de 1535. Presidente do Magistrato delle entrate , 1548. Conselheiro do duque de Milão. Governador de Siena. Governador de Cremona. Embaixador de Milão perante o imperador Carlos V enquanto este estava em Gênova. Após a morte da esposa, com quem teve vários filhos, tornou-se eclesiástico e foi para Roma. O Papa Pio IV, seu bom amigo, nomeou-o protonotário apostólico participativo . Referendário dos Tribunais da Assinatura Apostólica de Justiça e de Graça. Auditor da Sagrada Rota Romana. Governador de Bolonha, 5 de janeiro de 1565. Por instância de Carlo Borromeo, futuro cardeal e santo, foi elevado ao cardinalato.
Criado cardeal diácono no consistório de 12 de março de 1565. Optou pela ordem dos cardeais sacerdotes, 26 de outubro de 1565. Participou no conclave de 1565-1566, que elegeu o Papa Pio V. Recebeu o barrete vermelho e a diaconia de S. Lúcia in Septisolio, pro illa vice elevada a título, 8 de fevereiro de 1566. Optou pelo título de S. Eufemia, 6 de março de 1566.
Morreu em Roma em 29 de agosto de 1566. Transferido para Milão e sepultado na capela de S. Francesco da igreja della Pace , dos Franciscanos Observantes